# Vélo fantôme
Un vélo fantôme (« ghost bike ») parfois appelé ghostcycle ou WhiteCycle (« vélo blanc »), est un type de mémorial de bords de route matérialisé par une bicyclette peinte en blanc, déposé à l'endroit de l'accident qui a occasionné des blessures, ou qui a coûté la vie à un cycliste. 
Apparu en 2003 à Saint-Louis au Missouri, le mouvement a essaimé dans de nombreuses villes dans le monde en réaction aux cyclistes décédés à bicyclette. En parallèle, les vélos fantômes sont devenus dans certaines villes une forme d'activisme cycliste pour revendiquer l'installation d'aménagement cyclables sécurisés et une façon de sensibiliser les populations locales, les administrations municipales et les élus aux dangers que vivent les usagers à vélo résidant dans des quartiers, des arrondissements ou des villes dans lesquels la circulation des véhicules à moteur est priorisée au détriment de celle des mobilités actives. 

## Historique
Selon un article du journal britannique The Guardian, le premier ghost bike érigé l'a été à Saint-Louis en 2003. Un témoin de la collision entre une automobile et une bicyclette avait placé sur le lieu de l'accident un vélo peint surmonté du message suivant Cyclist struck here (« Cycliste percuté ici »). Ce premier vélo fantôme reprenait et détournait le travail de l'artiste californien Jo Slota qui peignait en blanc des vélos abandonnés sur la voie publique, mais sans volonté de rendre hommage à des personnes décédées à vélo. Ce phénomène s'est ensuite répandu au Canada, en France, en Belgique et dans de nombreux autres pays,.
Certaines villes, comme la ville d'Ottawa au Canada, ont fixé une limite légale à leur durée d'exposition, souvent entre 6 mois et un an après le premier signalement.

## Vélos fantômes par pays

### Belgique

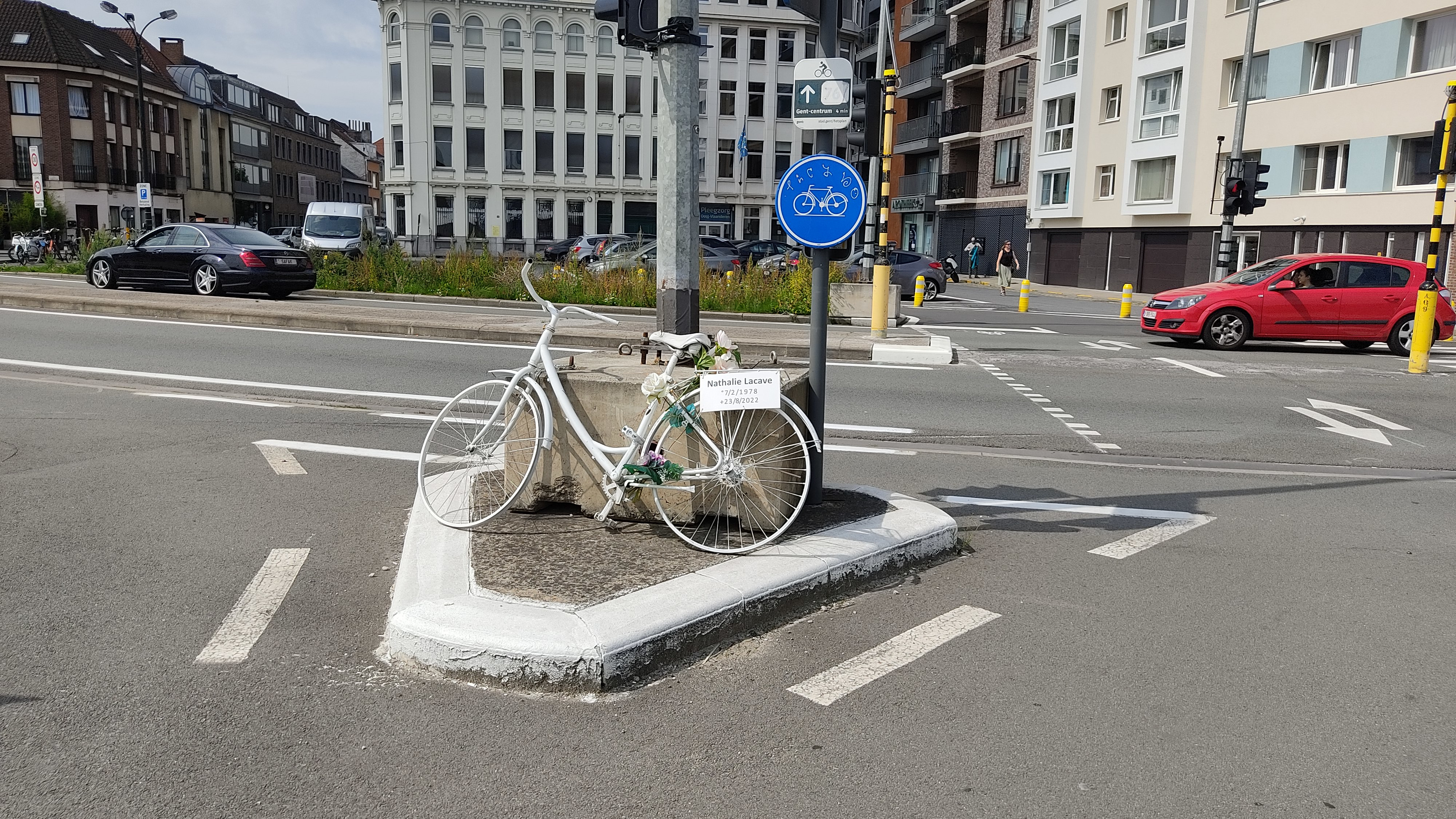
Un ghostbike à Gand.

En Belgique, plusieurs vélos fantômes sont présents notamment à Saint-Gilles, pour rendre hommage à un cycliste de 38 ans tué par un automobiliste en 2018.

### France

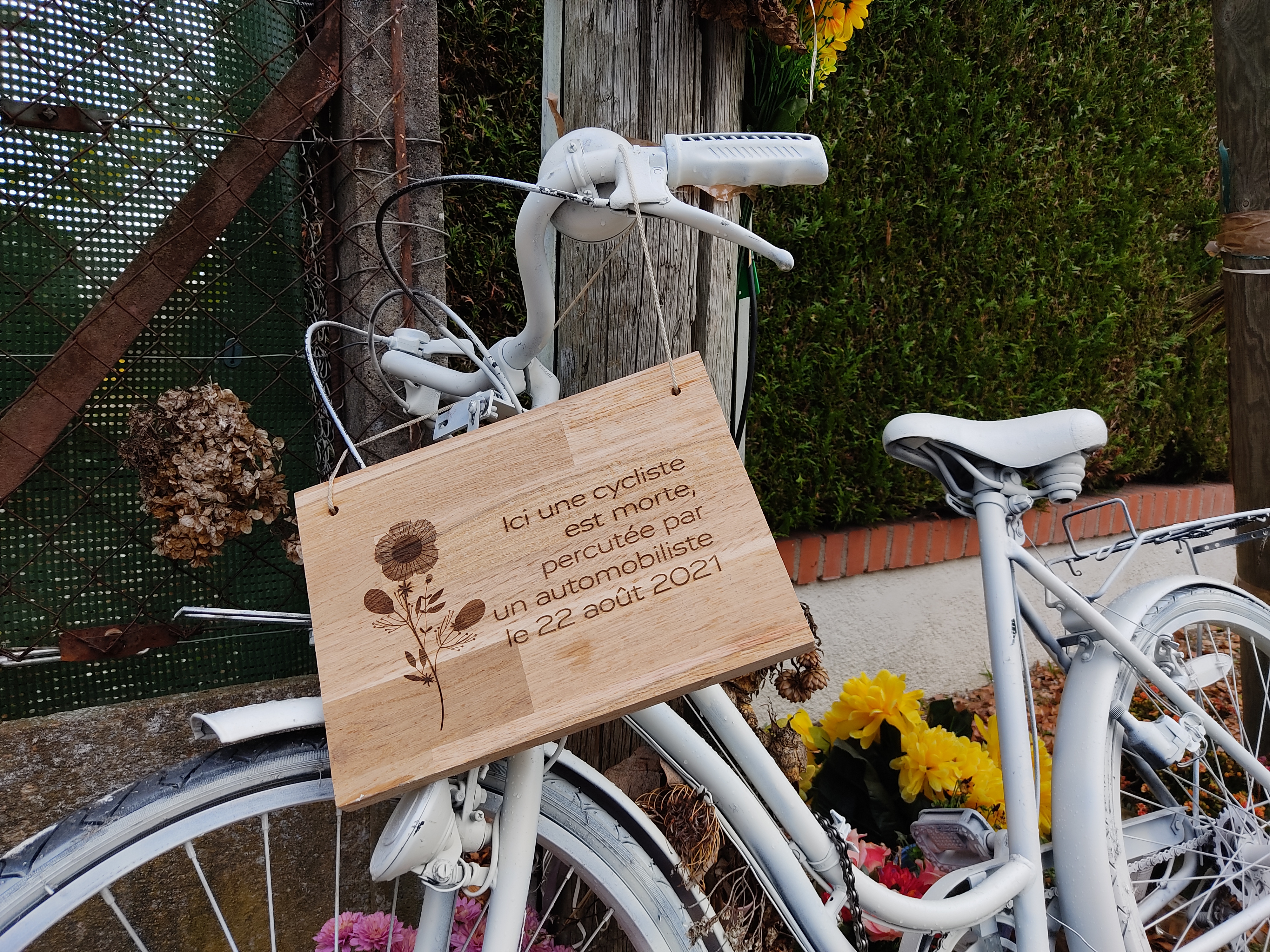
Un vélo blanc déposé en mémoire d'une cycliste tuée par un chauffard à Saint-Denis-en-Val.

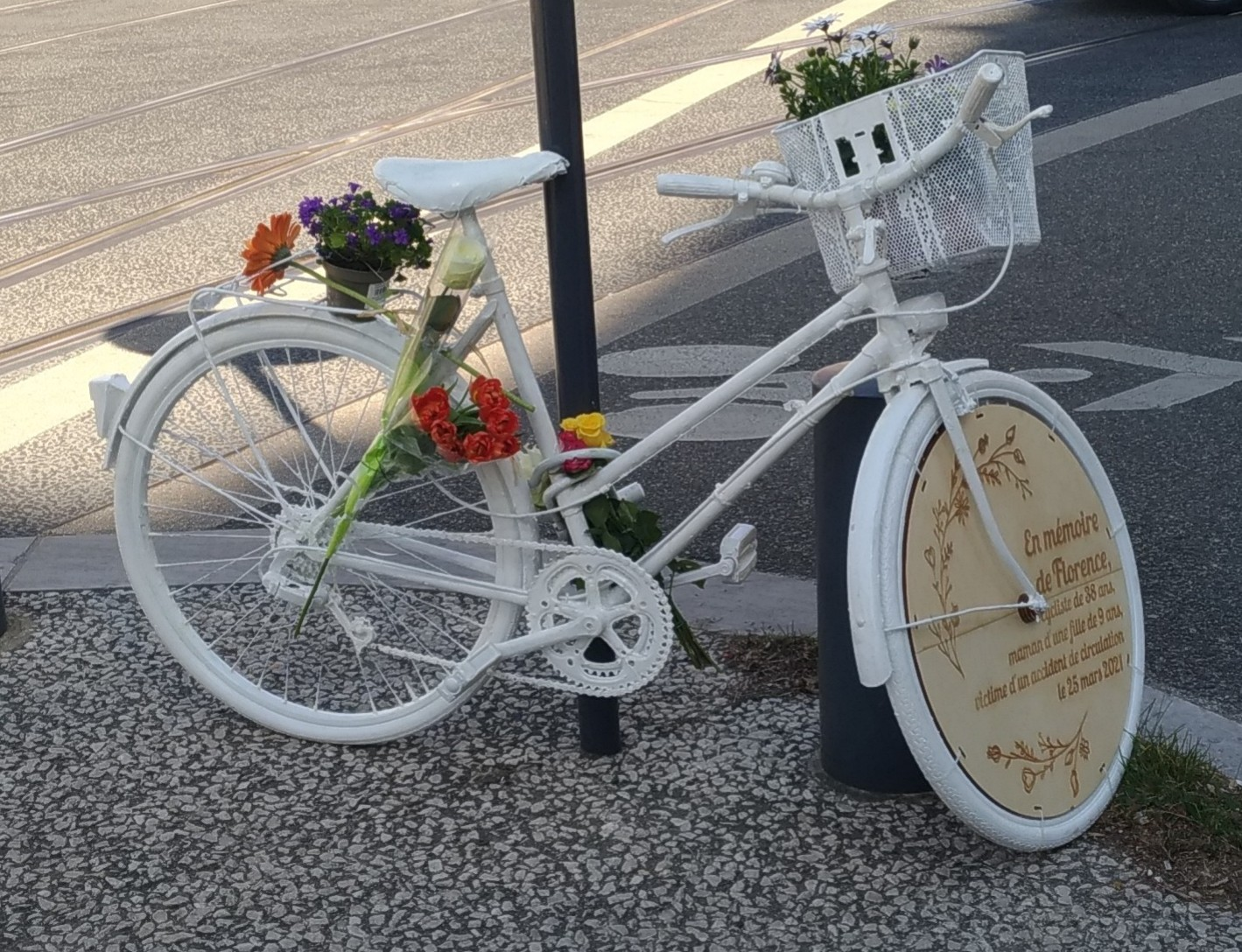
Un vélo blanc déposé en mémoire d'une cycliste décédée dans un accident de la circulation à Grenoble.

Le premier vélo fantôme a été installé en France en 2014 à Paris.
D'autres monuments ont été installés à Nantes en 2015, à Bordeaux en septembre 2016, à Dunkerque et Lille en 2020, à Orléans en 2021, à Grenoble en 2022, en 2023 et en 2025, à Agen en 2013, et à  Saint-Nazaire, en 2023.

### Québec
À Montréal (Québec), le collectif Vélo fantôme créé en 2013 par Gabrielle Anctil et Hélène Lefranc pose des vélos peints en blanc afin d'honorer la mémoire d’une personne décédée sur la route. Ce geste devient un symbole qui «  suscite une réflexion sur les dangers des véhicules motorisés ». Le 2 mai 2021, le collectif enlève pour la première fois depuis son existence un vélo fantôme, celui posé sept ans plus tôt en hommage à Mathilde Blais, décédée le 28 avril 2014 sous les roues d'un camion alors qu'elle empruntait le viaduc de la rue Saint-Denis qui passe sous la voie ferrée du Canadien Pacifique. La création du Réseau express vélo, un aménagement cyclable d'envergure à Montréal qui consiste en un réseau de pistes cyclables protégées de la circulation automobile, a incité le collectif à retirer le vélo fantôme afin de saluer le nouvel aménagement sécuritaire (qui aurait épargné la vie de Mathilde Blais s'il avait existé en 2014), mais aussi avec l'objectif de presser la ville à accélérer la mise en place d'autres artères sécurisées pour les déplacements à vélo, la pratique du vélo à Montréal étant une des plus importantes en Amérique du Nord, incluant durant l'hiver. 
Le 3 octobre 2021, à Montréal, un vélo fantôme est installé à l'intersection de l'avenue du Mont-Royal et de l'avenue du Parc pour rendre hommage à Andrea Rovere, tué le 27 septembre 2021 par un conducteur de camion qui effectuait un virage à droite. Plus d'une centaine de personnes, des responsables d'associations de cyclistes ou encore Vélo-Québec étaient présents pour dénoncer une fois de plus la nécessité de repenser cette intersection très dangereuse, tout comme de nombreuses autres dans la métropole québécoise.  
Depuis 2012 et en date du 22 mai 2022, 17 vélos fantômes ont été installés sur les territoires de Montréal.  

#### Inclusion des piétons

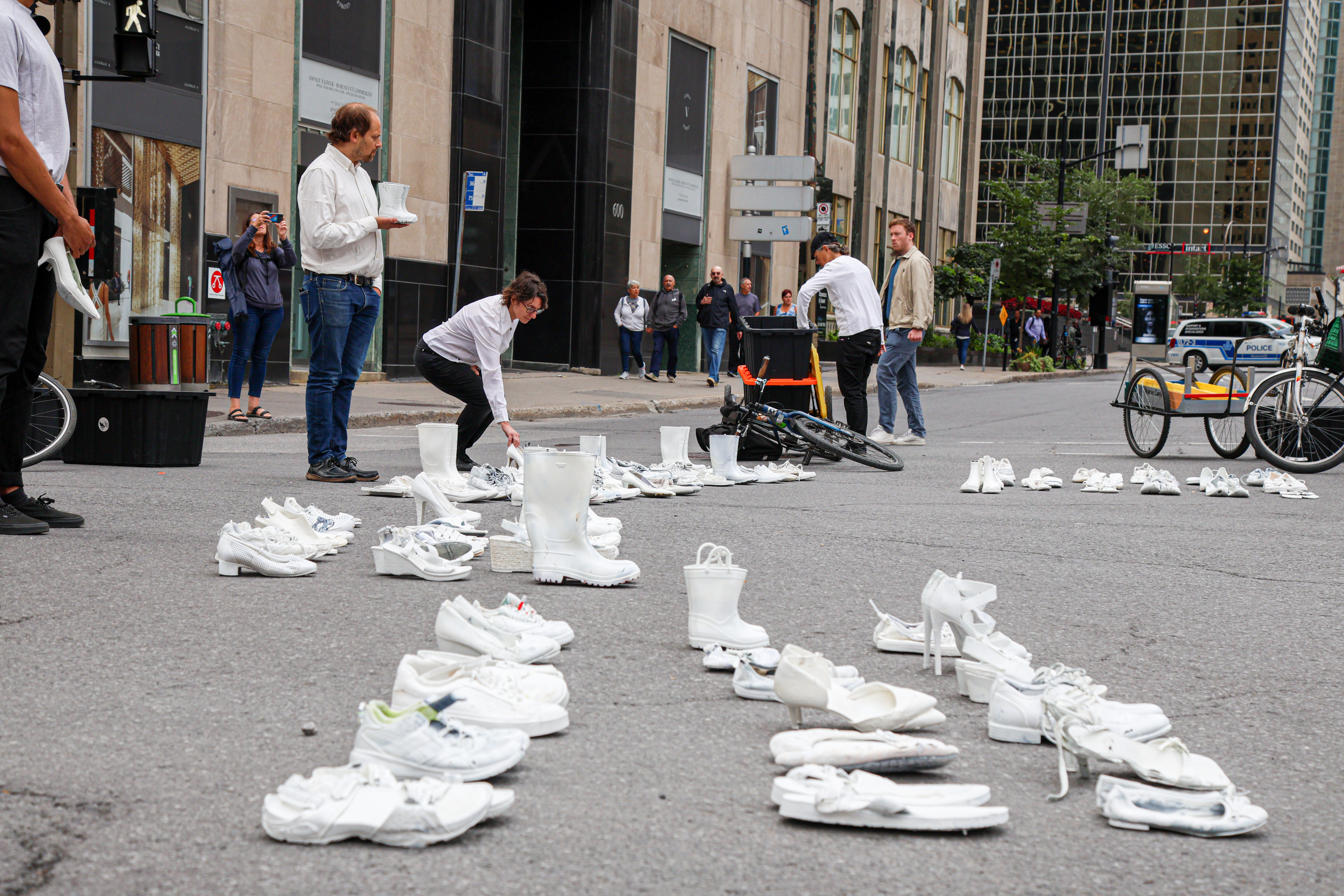
Cérémonie lors du lancement du nouvel organisme Souliers et vélos fantômes Québec, le 12 septembre 2023, à Montréal

Le 12 septembre 2023, 10 ans après avoir installé son premier vélo fantôme à Montréal, Vélo Fantôme Montréal se transforme et prend de l'ampleur en devenant Souliers et vélos fantômes Québec (SVFQ). Durant cette journée, le nouvel organisme a symboliquement déposé 645 paires de souliers blancs devant les bureaux de la ministre des Transports Geneviève Guilbault, à Montréal. Ces souliers visent à rendre hommage aux piétons décédés sur les routes du Québec et à militer pour des aménagements et des réglementations plus sécuritaires. Alors que depuis la création de Vélo fantôme Québec, toutes les activités étaient organisées bénévolement, les responsables du nouvel organisme ont lancé une campagne de sociofinancement afin d'étendre et de soutenir leur combat à l'échelle de la province.   

## Galerie

Vélos fantômes
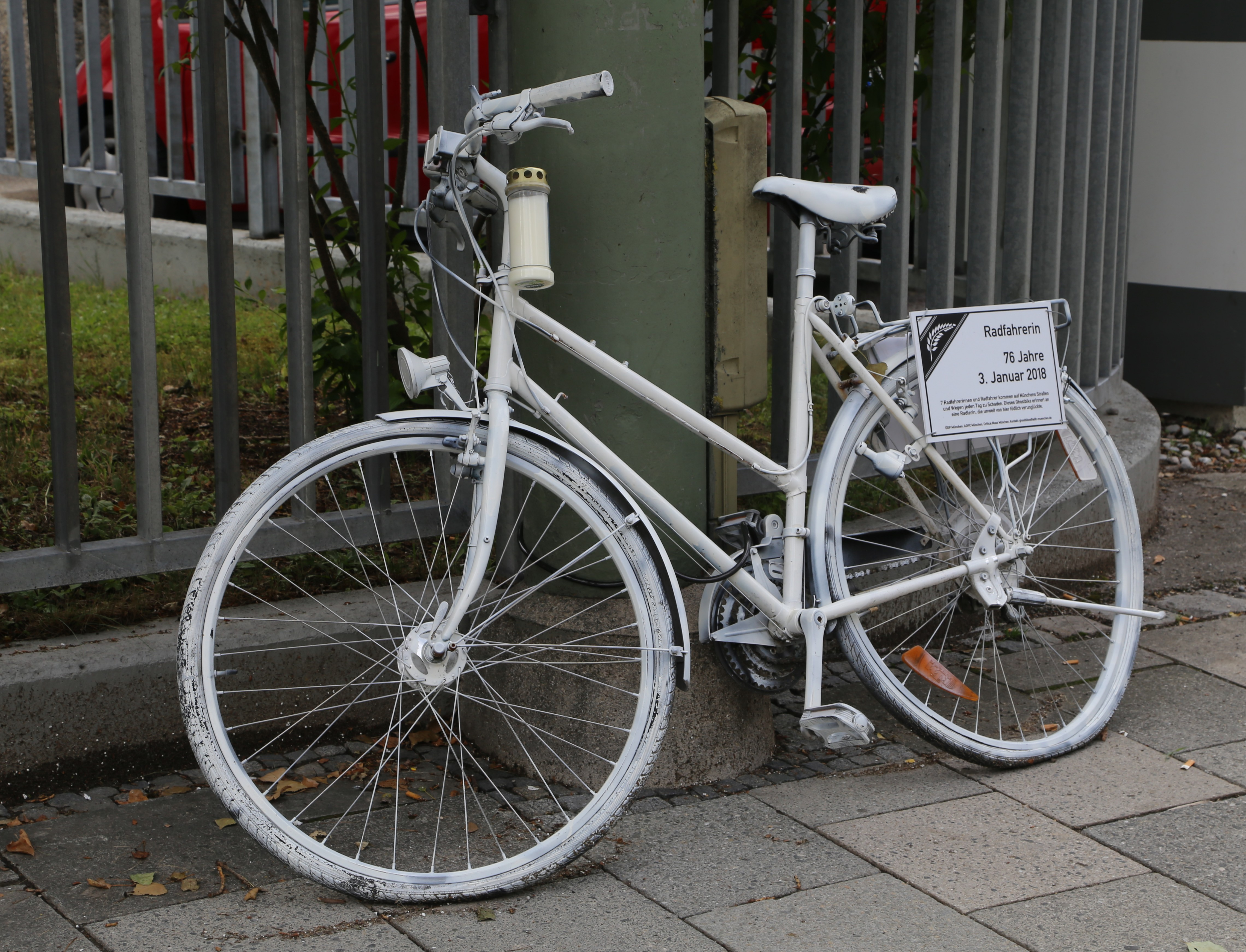
À Munich en Allemagne
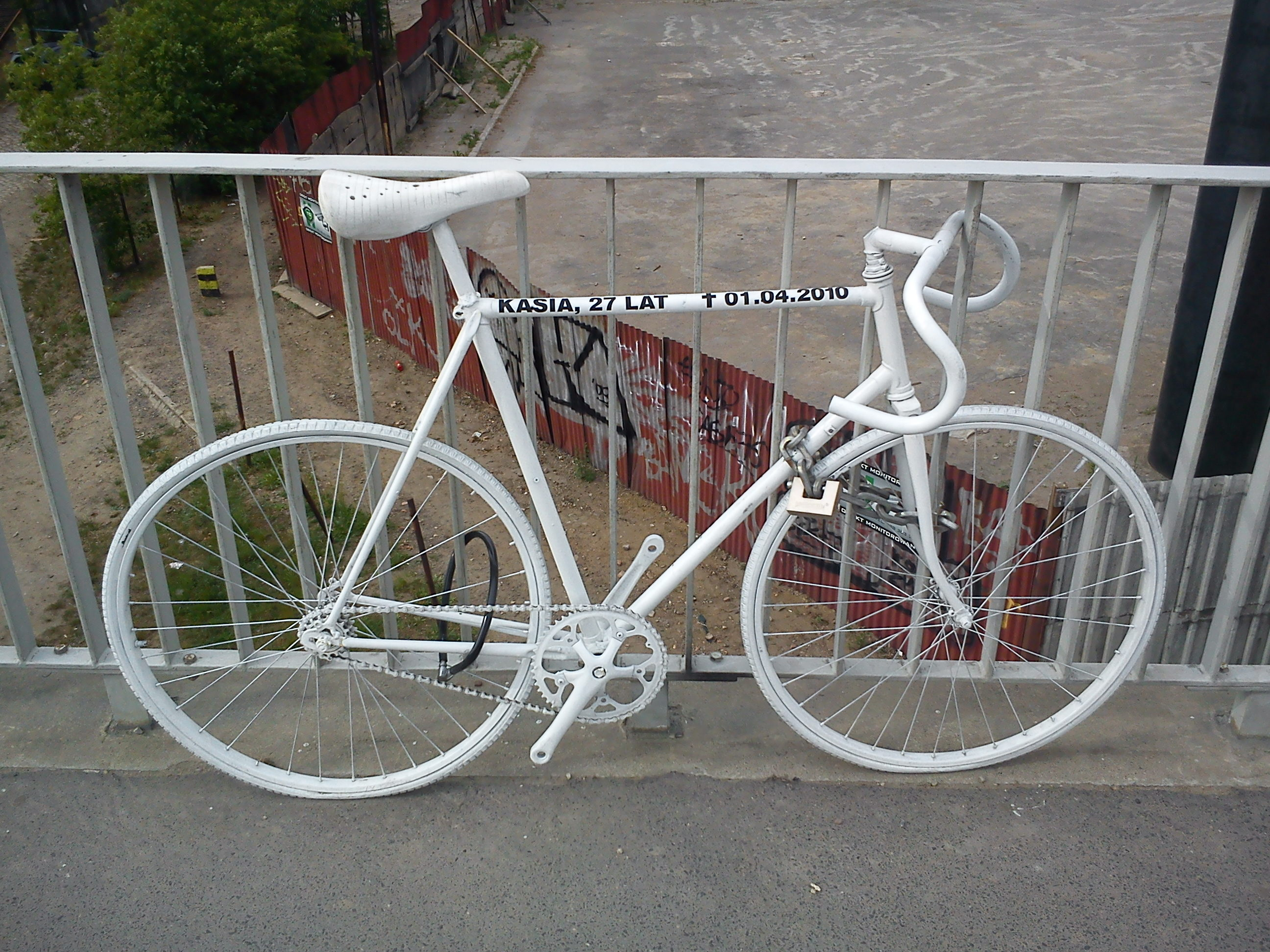
À Poznań en Pologne
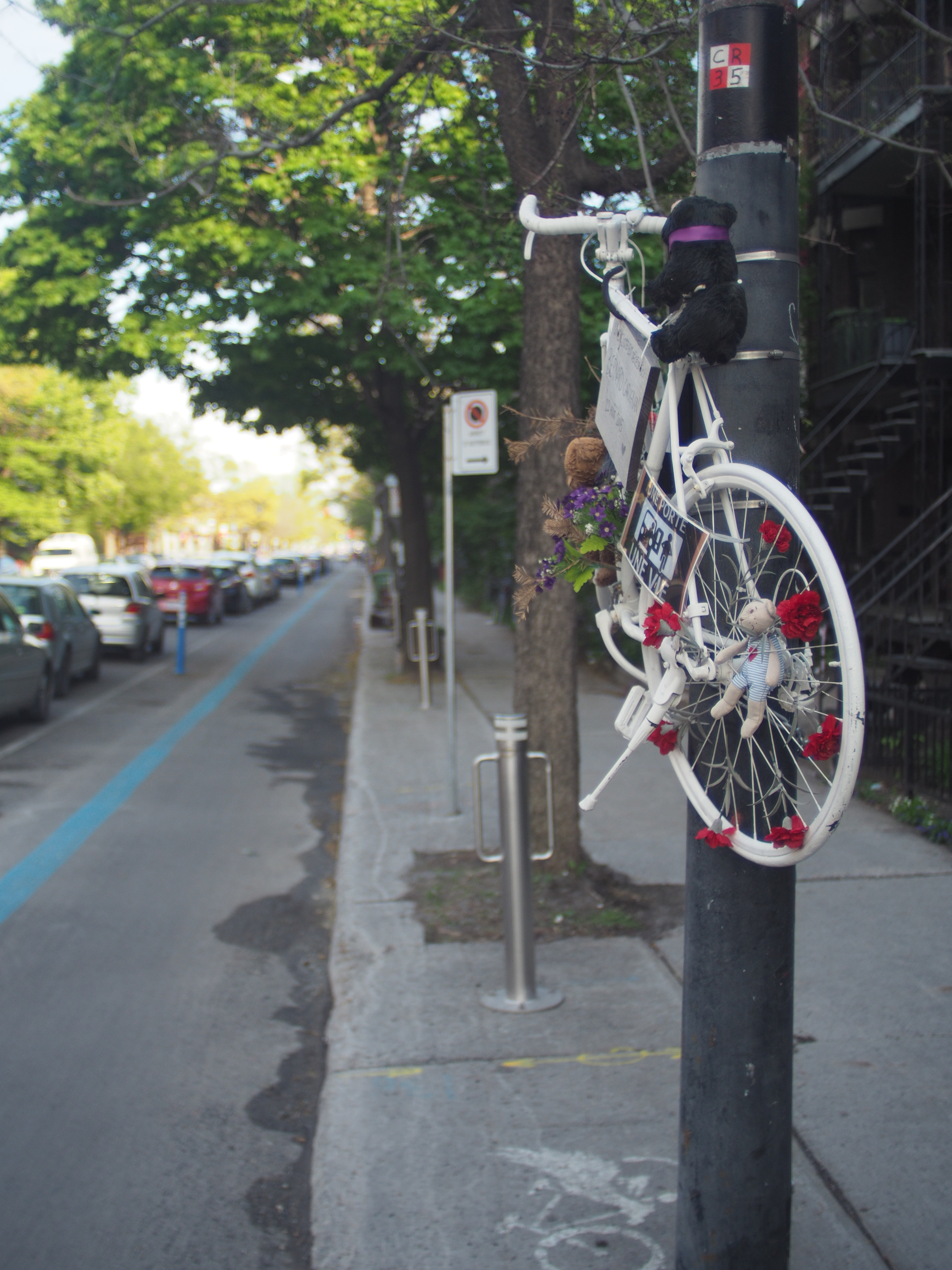
Sur la rue Saint-Denis à Montréal
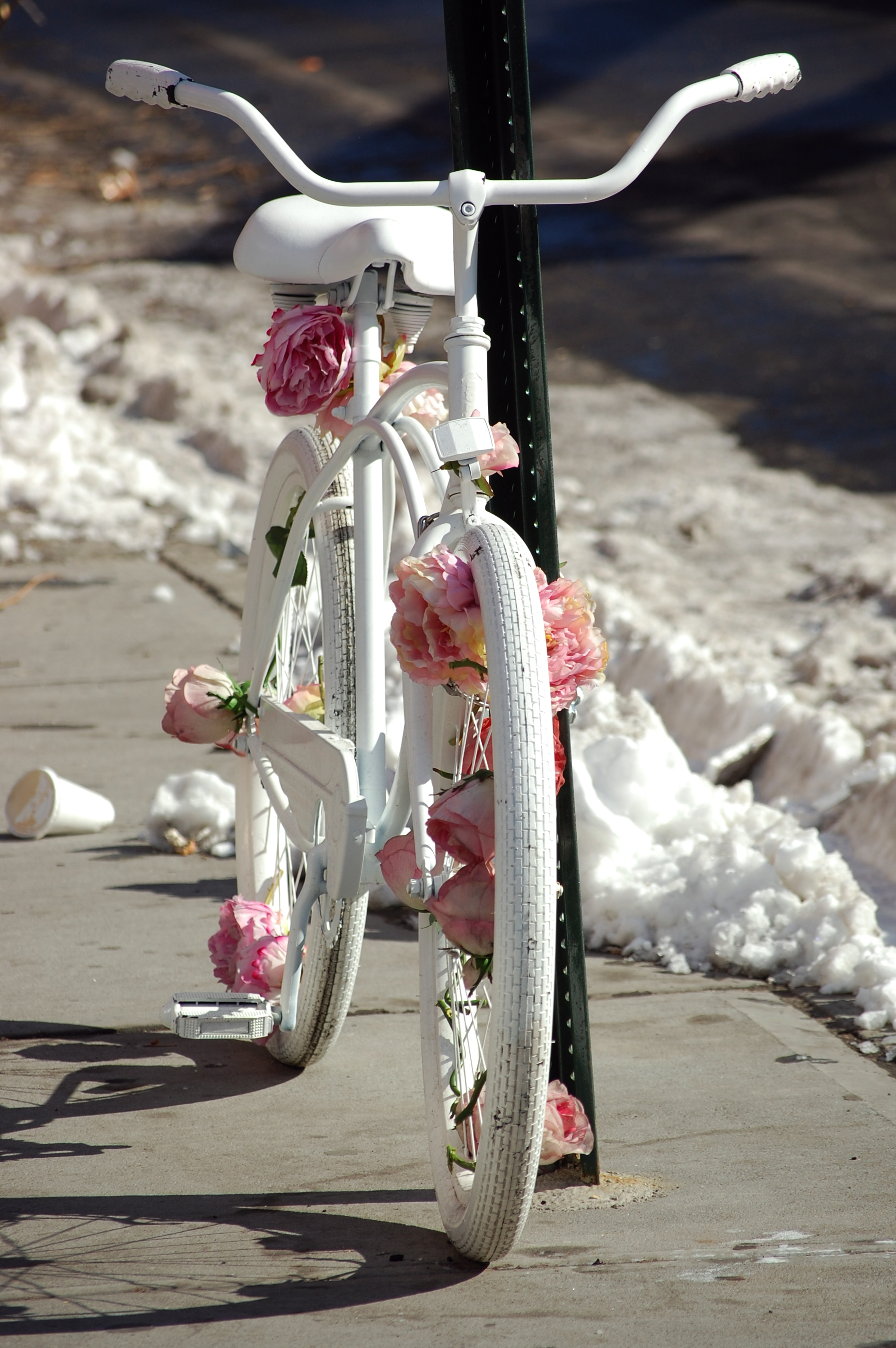
À New-York aux États-Unis
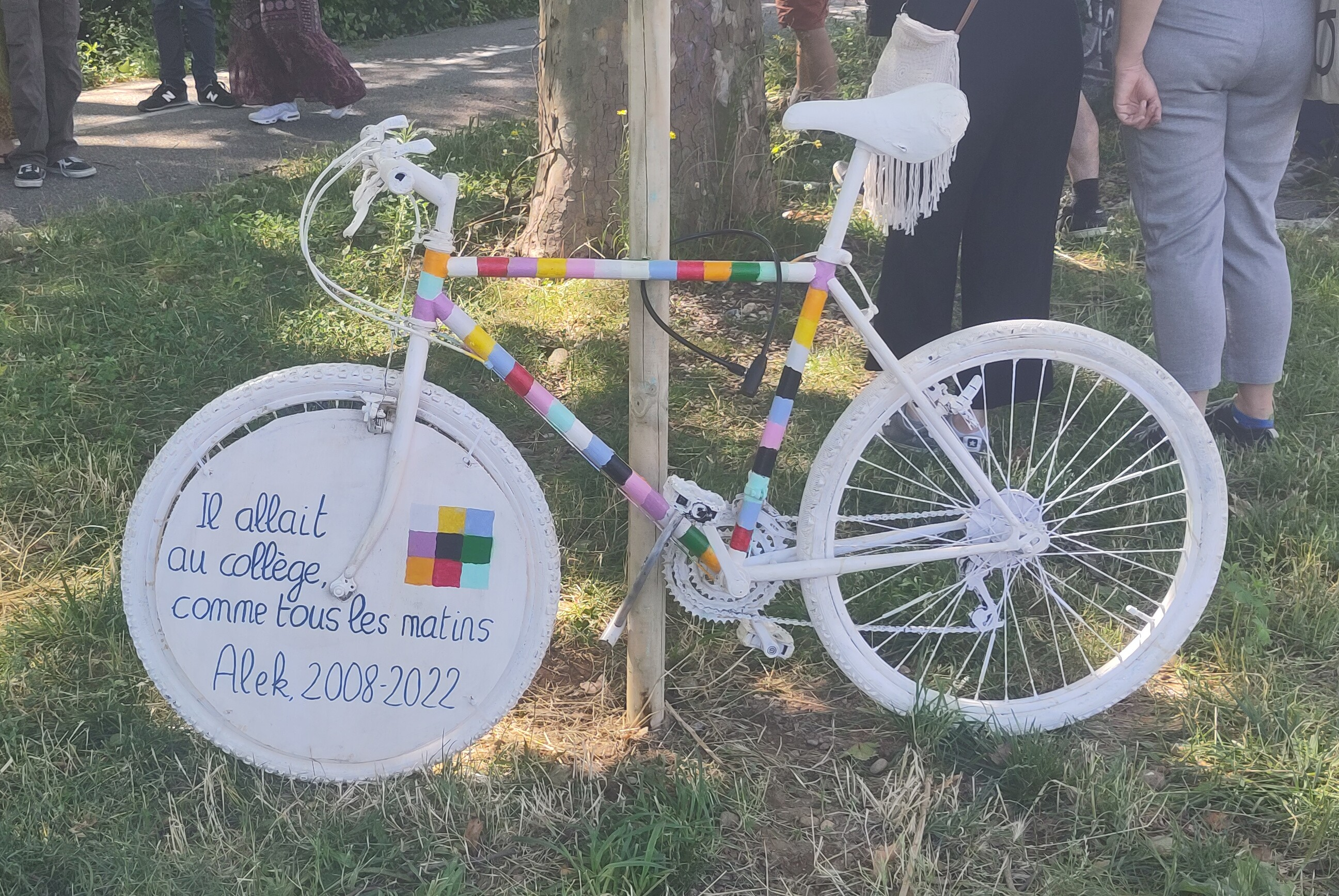
À Grenoble en France
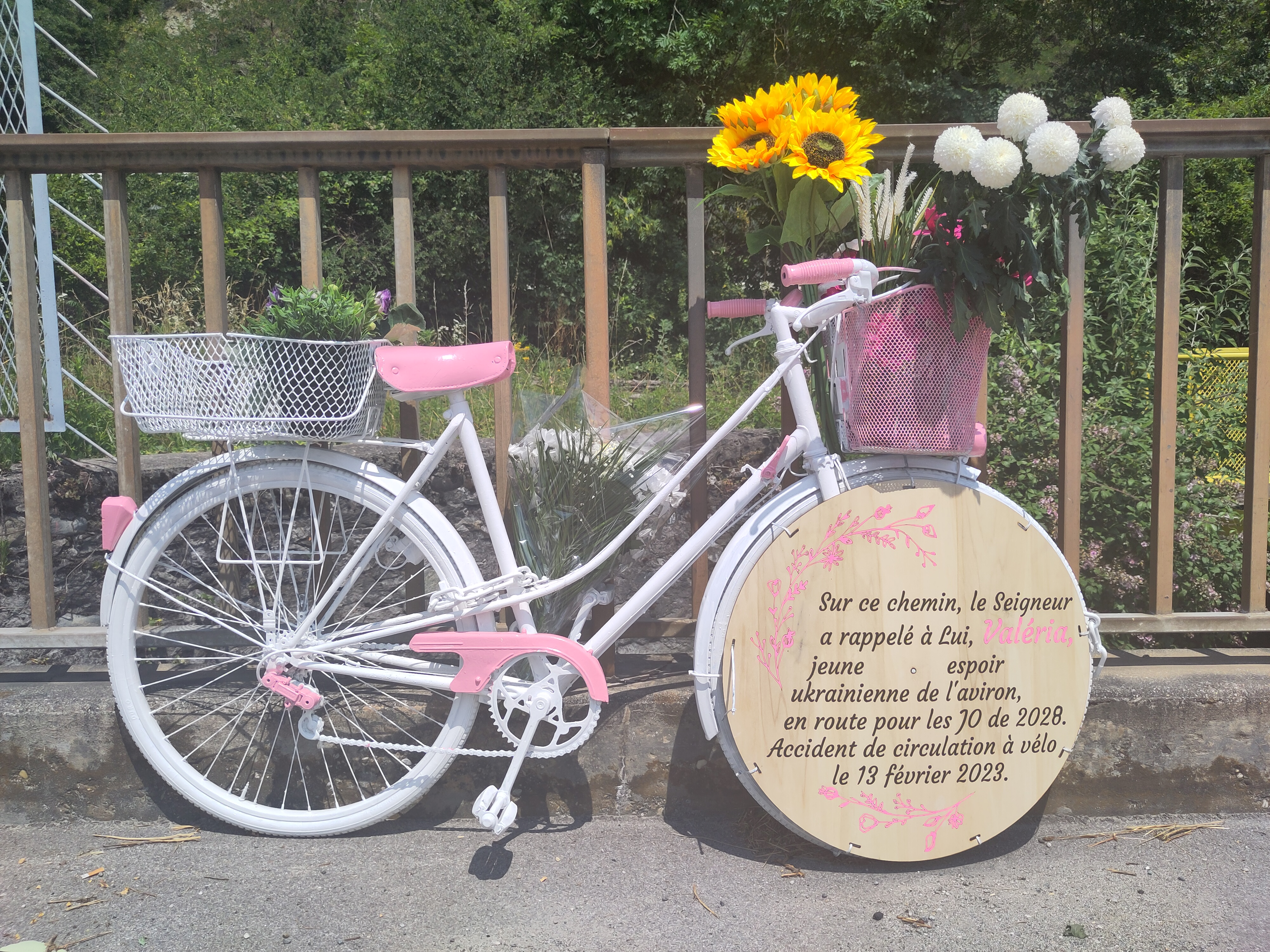
À Pont-de-Claix (agglomération grenobloise) en France